# Gulistan
Gulistan este un oraș situat în partea de est a Uzbekistanului. Este reședința regiunii Sârdaria.